# Tridacna maxima
Tridacna maxima — вид двостулкових молюсків родини Cardiidae.

## Назва
В англійській мові має назву «поширений гігантський молюск» (англ. common giant clam).

## Галерея

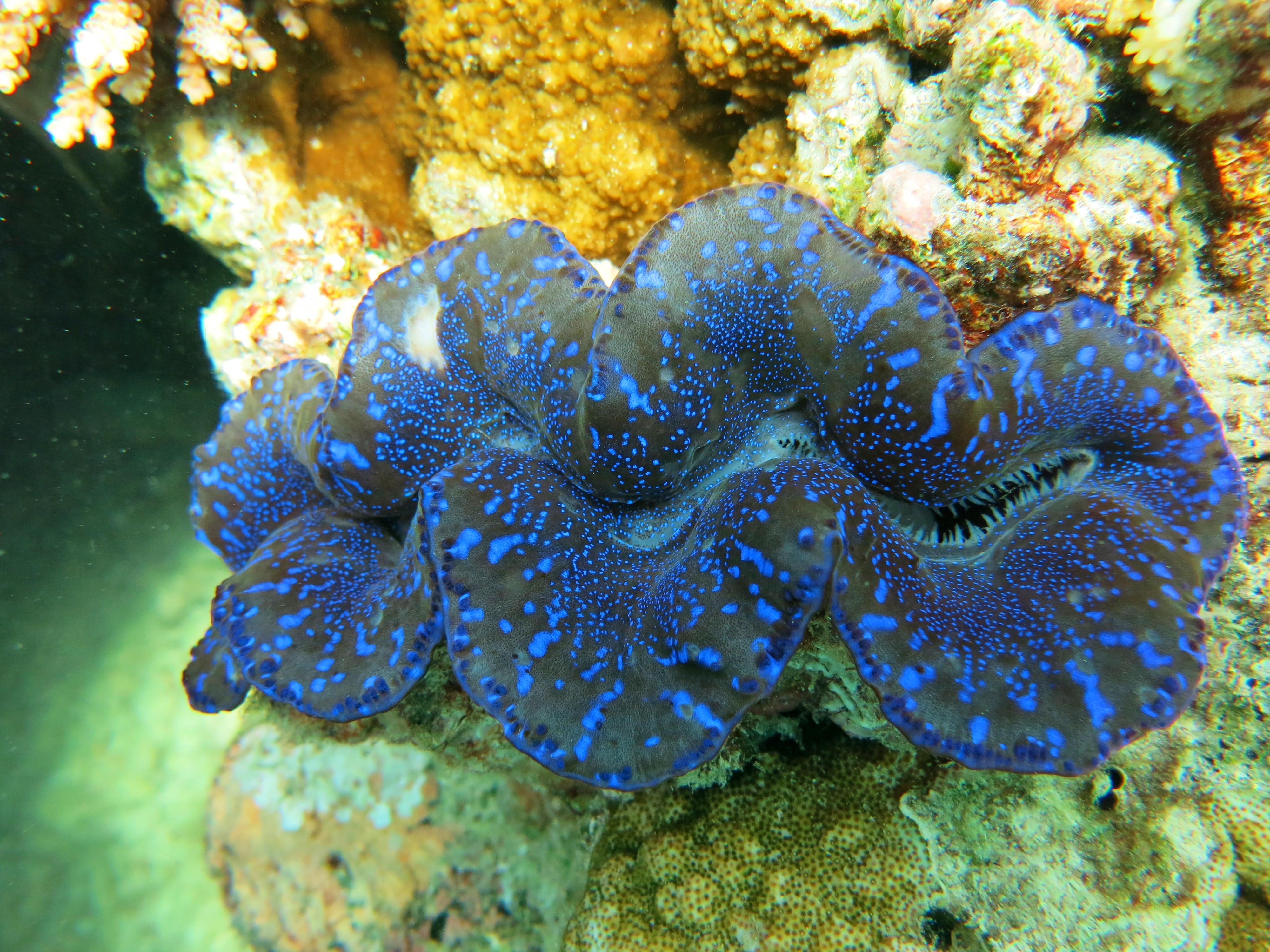
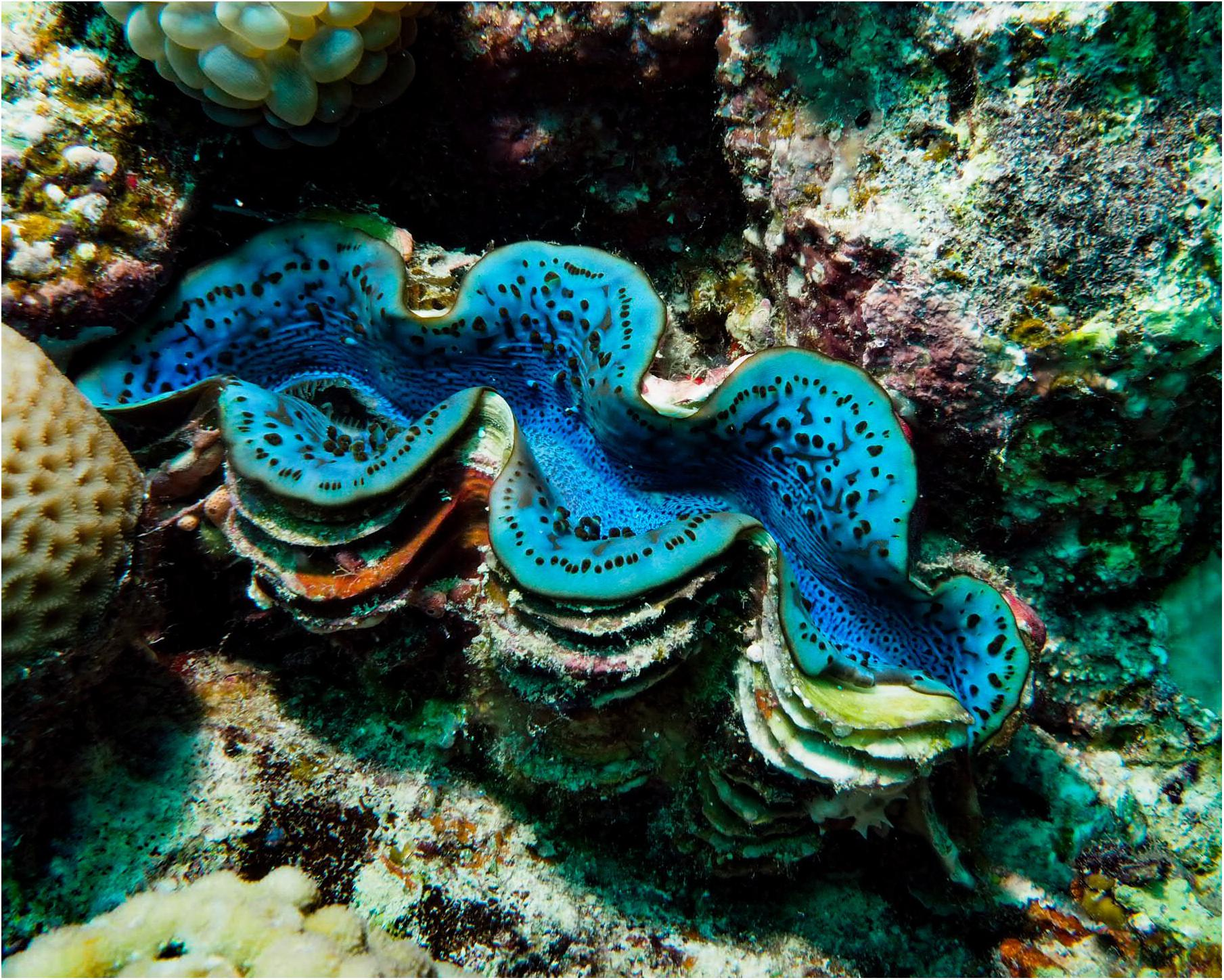

## Опис
Розмір до 35 см завдовжки. Колір мантії варіюється. Мушля з тонкими щитками.

## Поширення та середовище існування
Живе прикріпленим на живі чи мертві коралові рифи на глибині від 0 до 20 м. Від Червоного моря до Французької Полінезії.